# Tylototriton
Tylototriton – rodzaj płazów ogoniastych z podrodziny Pleurodelinae w rodzinie salamandrowatych (Salamandridae).

## Zasięg występowania
Rodzaj obejmuje gatunki występujące w stanie Sikkim, na obszarze Dardżyling w północno-środkowych Indiach, Nepalu na wschód i południowy wschód do środkowych Chin, nie półwyspową część Mjanmy, nie półwyspową część Tajlandii, przez Laos do środkowych i północnych wyżyn Wietnamu, południowych Chin i wyspy Hajnan.

## Systematyka

### Etymologia
- Tylototriton: gr. τυλωτος tulōtos „pokryty guzami”[2]; rodzaj Triton Laurenti, 1768[6].
- Yaotriton: góra Yao Shan, Xing'an, Guilin, Kuangsi, Chiny; rodzaj Triton Laurenti, 1768[6]. Gatunek typowy: Tylototriton asperrimus Unterstein, 1930; takson opisany jako podrodzaj rodzaju Tylototriton[4].
- Qiantriton: Li-Fu Qian, chiński herpetolog; rodzaj Triton Laurenti, 1768[8]. Gatunek typowy: Tylototriton kweichowensis Fang & Chang, 1932.
- Liangshantriton: Liangshan, Syczuan, Chiny; rodzaj Triton Laurenti, 1768[9]. Gatunek typowy: Tylototriton taliangensis Liu, 1950.

### Podział systematyczny
Do rodzaju należą następujące gatunki:

- Tylototriton anguliceps Le, Nguyen Nishikawa, Nguyen, Pham, Matsui, Bernardes & Nguyen, 2015
- Tylototriton anhuiensis Qian, Sun, Li, Guo, Pan, Kang, Wang, Jiang, Wu & Zhang, 2017
- Tylototriton asperrimus Unterstein, 1930
- Tylototriton broadoridgus Shen, Jiang & Mo, 2012
- Tylototriton dabienicus Chen, Wang & Tao, 2010
- Tylototriton daloushanensis Zhou, Xiao & Luo, 2022
- Tylototriton hainanensis Fei, Ye & Yang, 1984
- Tylototriton himalayanus Khatiwada, Wang, Ghimire, Vasudevan, Paudel & Jiang, 2015
- Tylototriton houi Hernandez & Dufresnes, 2022
- Tylototriton joe Rao, Zeng, Zhu & Ma, 2022
- Tylototriton kachinorum Zaw, Lay, Pawangkhanant, Gorin & Poyarkov, 2019
- Tylototriton kweichowensis Fang & Chang, 1932 – krokodylotraszka keojczouska[11]
- Tylototriton liuyangensis Yang, Jiang, Shen & Fei, 2014
- Tylototriton lizhengchangi Hou, Zhang, Jiang, Li & Lu, 2012
- Tylototriton maolanensis Li, Wei, Cheng, Zhang & Wang, 2020
- Tylototriton ngarsuensis[12] Grismer, Wood, Quah, Thura, Espinoza, Grismer, Murdoch & Lin, 2018
- Tylototriton ngoclinhensis Phung, Pham, Nguyen, Ninh, Nguyen, Bernardes, Le, Ziegler & Nguyen, 2023
- Tylototriton notialis[13] Stuart, Phimmachak, Sivongxay & Robichaud, 2010
- Tylototriton panhai Nishikawa, Khonsue, Pomchote & Matsui, 2013
- Tylototriton panwaensis[14] Grismer, Wood, Quah, Thura, Espinoza & Murdoch, 2019
- Tylototriton pasmansi[15] Bernardes, Le, Nguyen, Pham, Pham, Nguyen & Ziegler, 2020
- Tylototriton phukhaensis Pomchote, Khonsue, Thammachoti, Hernandez, Peerachidacho, Suwannapoom, Onishi & Nishikawa, 2020
- Tylototriton podichthys Phimmachak, Aowphol & Stuart, 2015
- Tylototriton pseudoverrucosus Hou, Gu, Zhang, Zeng & Lu, 2012
- Tylototriton pulcherrimus Hou, Zhang, Li & Lu, 2012
- Tylototriton shanjing Nussbaum, Brodie & Yang, 1995
- Tylototriton shanorum Nishikawa, Matsui & Rao, 2014
- Tylototriton sini Lyu, Wang, Zeng, Zhou, Qi, Wan & Wang, 2021
- Tylototriton sparreboomi[15] Bernardes, Le, Nguyen, Pham, Pham, Nguyen & Ziegler, 2020
- Tylototriton taliangensis Liu, 1950
- Tylototriton thaiorum Poyarkov, Nguyen & Arkhipov, 2021
- Tylototriton tongziensis Li, Liu, Shi, Wei & Wang, 2022
- Tylototriton umphangensis Pomchote, Peerachidacho, Hernandez, Sapewisut, Khonsue, Thammachoti & Nishikawa, 2021
- Tylototriton uyenoi Nishikawa, Khonsue, Pomchote & Matsui, 2013
- Tylototriton verrucosus Anderson, 1871 – krokodylotraszka himalajska[16]
- Tylototriton vietnamensis Böhme, Schöttler, Nguyen & Köhler, 2005
- Tylototriton wenxianensis Fei, Ye & Yang, 1984
- Tylototriton yangi Hou, Zhang, Zhou, Li & Lu, 2012
- Tylototriton zaimeng Decemson, Lalremsanga, Elangbam, Mathipi, Shinde, Purkayastha, Arkhipov, Bragin & Poyarkov, 2023
- Tylototriton ziegleri[17] Nishikawa, Matsui & Nguyen, 2013